# Bálint Magyar
Bálint Magyar (ur. 15 listopada 1952 w Budapeszcie) – węgierski polityk, socjolog i nauczyciel akademicki, deputowany krajowy i minister, w latach 1998–2000 przewodniczący Związku Wolnych Demokratów (SzDSz).

## Życiorys
Ukończył w 1977 studia z zakresu socjologii i historii na Uniwersytecie im. Loránda Eötvösa w Budapeszcie. Od 1977 do 1990 pracował jako nauczyciel akademicki.
Współzałożyciel Związku Wolnych Demokratów. Z listy tego ugrupowania w 1990 został po raz pierwszy wybrany na posła do Zgromadzenia Narodowego. Uzyskiwał reelekcję w 1994, 1998, 2002 i 2006, zasiadając w węgierskim parlamencie do 2010. Od stycznia 1996 do lipca 1998 był ministrem edukacji i kultury, od maja 2002 do czerwca 2006 ponownie kierował resortem edukacji. Od stycznia 2007 do kwietnia 2008 zajmował stanowisko sekretarza stanu w urzędzie premiera, odpowiadając za politykę rozwoju. Od 1998 do 2000 pełnił funkcję przewodniczącego swojego ugrupowania.
W latach 2008–2012 wchodził w skład rady zarządzającej Europejskiego Instytutu Innowacji i Technologii.

## Publikacje
W latach 2013–2015 zredagował trzy tomy naukowych analiz Magyar polip. Na ich podstawie w 2015 opublikował esej A Magyar máffi aállam anatómiája, w którym oskarżył, że po 2010 na Węgrzech doszło do rozmontowania państwa prawa i narodzenia się tam państwa przestępczego rządzonego przez korupcyjny układ skupiony wokół Viktora Orbána. Książkę przetłumaczono m.in. na języki angielski i polski.
Opracował również przygotowaną przez Central European University Press w języku angielskim książkę Stubborn Structures. Reconceptualizing Post-communist Regimes, w której analizował i klasyfikował głębokie struktury władzy takich krajów postkomunistycznych jak Azerbejdżan, Białoruś, Gruzja, Węgry, Kirgistan, Mołdawia, Polska, Rosja i Ukraina w ramach opracowanej przez siebie metodologii.